# Ferromagnetische Resonanz
Die ferromagnetische Resonanz (FMR) ist ein Messverfahren in der Festkörperphysik. Sie bezeichnet die resonante Absorption elektromagnetischer Strahlung in einem Ferromagneten (z. B. Eisen).
Sie ähnelt den Verfahren der Elektronenspinresonanz (ESR) oder auch der Kernspinresonanz (NMR).

## Geschichte
1913 wurde sie erstmals von Wladimir Konstantinowitsch Arkadjew (1884–1953) beobachtet. Die erste umfassendere theoretische Beschreibung geht auf die russischen Physiker Lew Dawidowitsch Landau und Jewgeni Michailowitsch Lifschitz zurück.

## Anwendungsgebiete
Die FMR mit Hilfe der Mikrowellenspektroskopie hat etwa eine Auflösungsgrenze von 1011 Spins, es existieren jedoch auch lokale Methoden mit höherer Auflösung. Mit ihr kann man die magnetischen Parameter von ferromagnetischen Filmen oder Schichtsystemen untersuchen (z. B. g-Tensor, effektive Magnetisierung, Anisotropien, Dämpfungsparameter). Ferromagnetische Materialien haben in letzter Zeit eine große Anwendung erfahren, z. B. in Zusammenhang mit Spintronikbauelementen, in Kombination mit supraleitenden Materialien oder in Bauelementen, deren elektrischer Widerstand von der Magnetisierung abhängig ist (GMR-Effekt).